# Almknäppare
Almknäppare (Ischnodes sanguinicollis) är en art i insektsordningen skalbaggar som tillhör familjen knäppare. 

## Kännetecken
Almknäpparen har en kroppslängd på cirka 10 millimeter. Halsskölden är klart röd med spetsiga bakhörn och täckvingarna är blanksvarta. Antennerna och benen är mörka till färgen och kraftigt byggda. Som andra knäppare den förmågan att vända sig rätt om den hamnar på rygg.

## Utbredning
Almknäpparen huvudsakliga utbredningsområde är mellersta Europa. I Skandinavien har fynd av arten endast gjorts på ett fåtal platser i södra Sverige och Danmark.

## Status
I Sverige är almknäpparen klassad som akut hotad. Det är troligt att den numera endast finns kvar på en enda plats i landet, på Hallands Väderö. Observationer av arten på denna lokal har dock inte gjorts på 10 år och almknäpparen anses därför som en av Sveriges mest hotade skalbaggar. Även i Danmark är arten mycket sällsynt.
Det största hotet mot arten i båda länderna är bristen på levande ihåliga lövträd, så kallade hålträd som den är beroende av för sin larvutveckling. 

## Levnadssätt
I Sverige har almknäpparen som larv observerats på alm, bok och lönn. I Danmark lever den även på ek, klibbal och poppel. Dess föda är död ved och troligen till viss del även andra insektslarver, såsom larver till vedvivlar. Larvens utveckling till imago tar flera år. Förpuppningen sker i slutet av sommaren och den fullbildade skalbaggen övervintrar i ihåligheter i värdträdets stam